# Сатам ас-Суками
Сатам Мухаммед Абдель Рахман ас-Суками (араб. سطام السقامي‎; 28 июня 1976, Эр-Рияд, Саудовская Аравия — 11 сентября 2001, Нью-Йорк, Нью-Йорк, США) — саудовский террорист, авиаугонщик, один из 19 смертников, осуществивших террористический акт 11 сентября 2001 года. Один из пяти угонщиков самолёта рейса 11 American Airlines, который врезался в Северную башню Всемирного торгового центра в рамках скоординированных атак.

## Ранняя биография и образование
Уроженец столицы Саудовской Аравии, города Эр-Рияд, Суками был студентом юридического факультета Университета короля Сауда. Там он вместе с Маджедом Мокидом, своим возможным бывшим соседом по комнате в студенческом общежитии, был завербован Аль-Каидой. Они прибыли в Хальден, большой тренировочный комплекс возле Кабула, который был организован Ибн аш-Шейхом аль-Либи. В ноябре 2000 года они вдвоём вылетели в Иран из Бахрейна.

## Подготовка к атаке
По данным ФБР Суками впервые прибыл в США 23 апреля 2001 года с визой, позволявшей ему оставаться в стране до 21 мая. Однако, по меньшей мере, пять резидентов Spanish Trace Apartments узнали в фотографиях Суками и Салима аль-Хазми жильцов своего комплекса в Сан-Антонио, которые там проживали ранее в 2001 году. По другим данным Суками жил с Валидом аш-Шехри в Холливуде (штат Флорида), где арендовал чёрный автомобиль Toyota Corolla в агентстве Alamo Rent a Car.
19 мая Суками и Валид аш-Шехри вылетели из Форт-Лодердейла в Фрипорт (Багамские острова), где у них были зарезервированы номера в отеле Princess Resort. Там у них не оказалось нужных документов, и они были отправлены обратно во Флориду, где приземлились в тот же день. Там они арендовали красный автомобиль Kia Rio в компании Avis Rent-A-Car.
Суками был одним из девяти угонщиков, открывших депозитный банковский счёт в SunTrust в июне 2001 года, а 3 июля ему была выдана идентификационная карта штата Флорида. Примерно в то же время он использовал свои саудовские водительские права для получения аналогичных штата Флорида, отметив тот же домашний адрес, что был у Ваиля аш-Шехри (A Homing Inn в городе Бойнтон-Бич).
Летом Суками вместе с Ваилем и Валидом аш-Шехри в течение месяца ходили заниматься в спортзале в Бойнтон-Бич, принадлежащий Джиму Вуларду (Мухаммед Атта и Марван аш-Шеххи также тренировались в тренажёрном зале, принадлежащем Вуларду, но в городе Делрей-Бич).
Во время подготовки террористических атак Суками был известен под прозвищем Азми. Суками был одним из «мускулов» угонщиков, которые не должны были выступать в качестве пилотов.

## Атаки

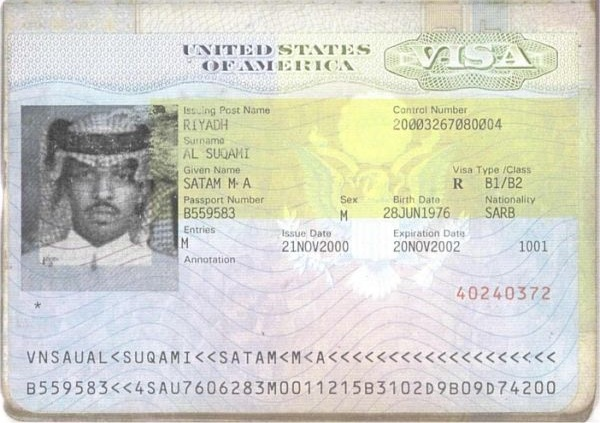
Американская виза ас-Суками.

10 сентября 2001 года Суками снял общий номер в отеле Milner в Бостоне с тремя угонщиками самолёта Рейса 175: Марваном аш-Шеххи, Файезом Банихаммадом и Мохандом аш-Шехри.
В день атаки Суками зарегистрировался на рейс, используя саудовский паспорт на самолет 11. В международном аэропорту Логан он был выбран компьютерной системой CAPPS, которая требовала дополнительного досмотра его багажа и позволяла обойтись без дополнительного досмотра на пассажирском контрольно-пропускном пункте безопасности. В итоге он и другие угонщики были пропущены на борт самолёта. В 8:14 начался захват самолёта. Предположительно, именно Суками ранил ножом одного из пассажиров, Даниэля Левина, так как он сидел как раз сзади него. В 8:46 захваченный самолёт врезался в Северную башню ВТЦ. Все пассажиры, включая Суками, погибли.